# Svetovno prvenstvo v hokeju na ledu 2011 - Divizija III
Divizija III Svetovnega prvenstva v hokeju na ledu 2011 se je odvila od 11. do 17. aprila 2010. Po letu 2010, ko je divizija potekala v obliki dveh skupin s po 4 reprezentancami, so se organizatorji vrnili k prejšnjemu modelu - 1 skupine s po 6 reprezentancami. Divizijo je gostila Republika Južna Afrika, v dvorani Grandwest Ice Arena v Kaapstadu. Še pred pričetkom tekmovanja je svoj umik iz tekmovanja, uradno iz finančnih razlogov, naznanila Mongolija. Vse tekme ostalih reprezentanc proti Mongoliji so se tako štele kot zmage za zeleno mizo, s 5–0.

## Sodelujoče države
| Reprezentanca | Rezultat iz leta 2010                                                                     |
| ------------- | ----------------------------------------------------------------------------------------- |
| Izrael        | Udeležbo so si zagotovili s šestim mestom in izpadom v skupini B Diviziji II 2010.        |
| Turčija       | Udeležbo so si zagotovili s šestim mestom in izpadom v skupini A Diviziji II 2010.        |
| Grčija        | Udeležbo so si zagotovili z drugim mestom v skupini A v Diviziji III 2010.                |
| Južna Afrika  | Gostiteljica; udeležbo so si zagotovili s tretjim mestom v skupini B v Diviziji III 2010. |
| Luksemburg    | Gostiteljica; udeležbo so si zagotovili s tretjim mestom v skupini A v Diviziji III 2010. |
| Mongolija     | Udeležbo so si zagotovili s četrtim mestom v skupini B v Diviziji III 2010.               |

## Skupina A

### Končna lestvica
|   | Reprezentanca | OT | Z | ZPP | PPP | P | GF | GA | GR  | TOČ |
| - | ------------- | -- | - | --- | --- | - | -- | -- | --- | --- |
| 1 | Izrael        | 5  | 4 | 1   | 0   | 0 | 57 | 9  | +48 | 14  |
| 2 | Južna Afrika  | 5  | 4 | 0   | 1   | 0 | 43 | 9  | +34 | 13  |
| 3 | Turčija       | 5  | 3 | 0   | 0   | 2 | 28 | 25 | +3  | 9   |
| 4 | Luksemburg    | 5  | 2 | 0   | 0   | 3 | 33 | 22 | +11 | 6   |
| 5 | Grčija        | 5  | 1 | 0   | 0   | 4 | 7  | 79 | −72 | 3   |
| 6 | Mongolija     | 5  | 0 | 0   | 0   | 5 | 0  | 25 | −25 | 0   |

Izrael in Južna Afrika napredujeta v Divizijo II za 2012.

### Rezultati
| Reprezentanca | Grčija | Izrael   | JAR      | Luksemburg | Turčija |
| ------------- | ------ | -------- | -------- | ---------- | ------- |
| Grčija        |        | 2–26     | 0–17     | 0–20       | 0–16    |
| Izrael        | 26–2   |          | 6–5 (OT) | 11–1       | 9–1     |
| JAR           | 17–0   | 5–6 (OT) |          | 5–2        | 11–1    |
| Luksemburg    | 20–0   | 1–11     | 2–5      |            | 5–6     |
| Turčija       | 16–0   | 1–9      | 1–11     | 6–5        |         |

### Tekme
| 11. april | Turčija | 5 – 0 (odpoved) | Mongolija | Grandwest Ice Arena, Kaapstad |

| Poročilo tekme | Poročilo tekme | Poročilo tekme | Poročilo tekme | Poročilo tekme |
| -------------- | -------------- | -------------- | -------------- | -------------- |
| Začetek: 13:00 |                |                |                |                |

| 11. april | Grčija | 0 – 20 | Luksemburg | Grandwest Ice Arena, Kaapstad |

| Poročilo tekme | Poročilo tekme | Poročilo tekme  | Poročilo tekme | Poročilo tekme                    |
| -------------- | -------------- | --------------- | --- | --------------------------------- |
| Začetek: 16:15 |                | (0–5, 0–7, 0–8) | 03:42 – P. Bechtold (G. Scheier, K. Linster) (SH) 06:46 – F. Schons (R. Beran, T. Beran) (PP) 10:57 – P. Schon (C. Mossong) 16:21 – T. Beran (R. Beran) (SH) 19:02 – T. Beran (R. Beran, F. Schons) 21:36 – T. Beran (R. Beran, G. Biver) 22:35 – R. Beran (T. Beran, S. Minden) 23:43 – Y. Dessouroux (P. Schon) 24:46 – R. Beran (T. Beran) 26:23 – Y. Dessouroux (C. Mossong, Y. Barthels) 27:44 – P. Schon (C. Mossong) 32:56 – P. Schon (C. Mossong) 41:31 – S. Minden (T. Beran, R. Beran) 46:11 – S. Backes (P. Schon) 46:32 – R. Scheier (B. Welter, S. Backes) 53:16 – B. Schneider (P. Schon) (PP) 53:46 – R. Beran (T. Beran, C. Mossong) 55:54 – B. Welter (G. Scheier) 57:24 – T. Beran (R. Beran, F. Schons) 57:55 – S. Backes (B. Welter) | Gledalci: 140 Sodnik: Maksim Urda |

| 11. april | Južna Afrika | 5 – 6 (pod.) | Izrael | Grandwest Ice Arena, Kaapstad |

| Poročilo tekme | Poročilo tekme | Poročilo tekme              | Poročilo tekme | Poročilo tekme                         |
| -------------- | --- | --------------------------- | --- | -------------------------------------- |
| Začetek: 21:45 | C. Birrell (B. Matthews) (PP2) – 02:24 G. Lyon (B. Matthews) (PP) – 06:57 D. Magmoed (M. Giot) – 24:53 A. Marais (G. Yates, G. Miller) – 33:22 C. Birrell (C. Engelbrecht) – 41:33 | (2–1, 2–2, 1–2, 0–1) (pod.) | 12:13 – D. Bochner (D. Mazour, Š. Norman) (PP) 26:23 – D. Mazour (S. Norman) 37:32 – A. Geller (D. Mazour) (PP) 41:08 – S. Frenkel (D. Spivak) 55:10 – E. Šerbatov (D. Mazour) (PP) 63:51 – E. Šerbatov (D. Mazour) | Gledalci: 851 Sodnik: Claudio Pianezze |

| 12. april | Mongolija | 0 – 5 (odpoved) | Grčija | Grandwest Ice Arena, Kaapstad |

| Poročilo tekme | Poročilo tekme | Poročilo tekme | Poročilo tekme | Poročilo tekme |
| -------------- | -------------- | -------------- | -------------- | -------------- |
| Začetek: 13:00 |                |                |                |                |

| 12. april | Izrael | 11 – 1 | Luksemburg | Grandwest Ice Arena, Kaapstad |

| Poročilo tekme | Poročilo tekme | Poročilo tekme  | Poročilo tekme                 | Poročilo tekme                      |
| -------------- | --- | --------------- | ------------------------------ | ----------------------------------- |
| Začetek: 16:15 | E. Šerbatov (D. Spivak D. Bochner) (PP) – 02:47 D. Mazour (S. Frenkel) (PP) – 06:33 E. Šerbatov (A. Geller, S. Frenkel) (PP) – 11:01 D. Mazour (Š. Norman, M. Lebedev) – 16:27 E. Šerbatov (D. Spivak, R. Oz) (SH) – 23:45 Š. Norman (D. Mazour, S. Frenkel) – 25:43 S. Frenkel (A. Geller, E. Šerbatov) – 27:02 S. Frenkel (E. Šerbatov) – 39:31 D. Mazour (T. Avneri, D. Bochner) – 42:14 A. Geller (S. Frenkel, S. Cooper) – 47:34 E. Šerbatov (D. Spivak, R. Oz) (SH) – 55:34 | (4–0, 4–0, 3–1) | 52:23 – B. Welter (G. Scheier) | Gledalci: 56 Sodnik: Chris Deweerdt |

| 12. april | Turčija | 1 – 11 | Južna Afrika | Grandwest Ice Arena, Kaapstad |

| Poročilo tekme | Poročilo tekme         | Poročilo tekme  | Poročilo tekme | Poročilo tekme                        |
| -------------- | ---------------------- | --------------- | --- | ------------------------------------- |
| Začetek: 21:45 | C. Baykan (PP) – 24:00 | (0–5, 1–3, 0–3) | 00:41 – D. Cardoso (M. Giot D. Magmoed) 08:31 – G. Yates (M. Giot) 11:41 – B. Matthews (C. Engelbrecht) (PP) 13:41 – C. Engelbrecht (C. Birrell) (PP) 14:23 – D. Magmoed (D. Cardoso, M. Giot) 25:25 – C. Birrell (D. Cardoso) 30:18 – D. Magmoed (U. Samaai) (PP) 37:59 – C. Engelbrecht (A. Marais, C. Birrell) (PP) 47:59 – J. Valadas (B. Matthews, G. Miller) 56:07 – C. Nebe (C. Birrell, J. Valadas) 57:22 – M. Giot | Gledalci: 738 Sodnik: Mikhal Buturlin |

| 14. april | Izrael | 5 – 0 (odpoved) | Mongolija | Grandwest Ice Arena, Kaapstad |

| Poročilo tekme | Poročilo tekme | Poročilo tekme | Poročilo tekme | Poročilo tekme |
| -------------- | -------------- | -------------- | -------------- | -------------- |
| Začetek: 13:00 |                |                |                |                |

| 14. april | Turčija | 16 – 0 | Grčija | Grandwest Ice Arena, Kaapstad |

| Poročilo tekme | Poročilo tekme | Poročilo tekme  | Poročilo tekme | Poročilo tekme                         |
| -------------- | --- | --------------- | -------------- | -------------------------------------- |
| Začetek: 16:00 | G. Tasdemir (F. Güçlü, C. Akyıldız) – 01:31 D. Ince (E. Ozmen, S. Aktürk) (PP) – 06:24 Y. Halil (S. Yildirim) – 07:21 O. Yavuzarslan (S. Yildirim) – 08:15 O. Yavuzarslan (S. Yildirim) – 13:53 E. Ozmen (S. Aktürk) – 14:14 Y. Halil (S. Gumus, S. Aktürk) (PP) – 25:07 G. Tasdemir (S. Gumus) – 26:16 E. Coskun (S. Aktürk) – 32:33 S. Aktürk (E. Coskun) (SH) – 33:32 C. Akyıldız (S. Gumus, A. Solak) – 42:03 S. Aktürk – 46:31 O. Yavuzarslan (E. Taşboğa) – 53:30 A. Solak (S. Gumus) – 54:47 E. Coskun (D. Ince) – 55:01 E. Ozmen (G. Tasdemir) – 58:57 | (6–0, 4–0, 6–0) |                | Gledalci: 113 Sodnik: Claudio Pianezze |

| 14. april | Južna Afrika | 5 – 2 | Luksemburg | Grandwest Ice Arena, Kaapstad |

| Poročilo tekme | Poročilo tekme | Poročilo tekme  | Poročilo tekme                                                             | Poročilo tekme                      |
| -------------- | --- | --------------- | -------------------------------------------------------------------------- | ----------------------------------- |
| Začetek: 21:45 | J. Valadas (A. Marais, B. Matthews) (PP) – 02:14 G. Lyon (C. Birrell) (PP) – 31:36 A. Marais (D. Magmoed, B. Matthews) (PP2) – 46:56 B. Matthews (C. Reeve, C. Birrell) (PP) – 47:34 C. Birrell (A. Marais, G. Yates) – 57:40 | (1–1, 1–0, 3–1) | 11:29 – R. Beran (F. Schons, T. Beran) 41:22 – B. Welter (J. Holtzem) (PP) | Gledalci: 1.014 Sodnik: Maksim Urda |

| 15. april | Mongolija | 0 – 5 (odpoved) | Južna Afrika | Grandwest Ice Arena, Kaapstad |

| Poročilo tekme | Poročilo tekme | Poročilo tekme | Poročilo tekme | Poročilo tekme |
| -------------- | -------------- | -------------- | -------------- | -------------- |
| Začetek: 13:00 |                |                |                |                |

| 15. april | Luksemburg | 5 – 6 | Turčija | Grandwest Ice Arena, Kaapstad |

| Poročilo tekme | Poročilo tekme | Poročilo tekme  | Poročilo tekme | Poročilo tekme                       |
| -------------- | --- | --------------- | --- | ------------------------------------ |
| Začetek: 16:15 | J. Holtzem (G. Scheier, B. Welter) – 18:23 S. Minden (R. Beran, T. Beran) – 31:09 G. Scheier (PP) – 54:05 B. Schneider (S. Minden) (PP) – 54:12 B. Welter (R. Beran, S. Minden) (PP) – 59:47 | (1–1, 1–2, 3–3) | 06:06 – E. Ozmen (S. Aktürk) 21:23 – S. Gumus (Y. Halil, G. Tasdemir) 38:55 – S. Gumus (G. Tasdemir, Y. Halil) (PP) 41:06 – E. Coskun (C. Baykan) 42:49 – S. Aktürk (E. Ozmen, E. Coskun) 56:03 – S. Aktürk (E. Coskun, E. Ozmen) (PP) | Gledalci: 87 Sodnik: Mikhal Buturlin |

| 15. april | Grčija | 2 – 26 | Izrael | Grandwest Ice Arena, Kaapstad |

| Poročilo tekme | Poročilo tekme                                              | Poročilo tekme   | Poročilo tekme | Poročilo tekme                         |
| -------------- | ----------------------------------------------------------- | ---------------- | --- | -------------------------------------- |
| Začetek: 19:45 | E. Fournogerakis (A. Dragatsis) – 50:37 K. Adamidis – 57:48 | (0–6, 0–8, 2–12) | 03:05 – E. Kniter (V. Schwarzman) 06:25 – D. Mazour (E. Šerbatov) 07:25 – M. Lebedev (Š. Norman, I. Levy) 09:30 – E. Šerbatov (D. Mazour, S. Frenkel) 12:56 – S. Frenkel (D. Spivak) 17:27 – M. Lebedev (A. Geller, I. Levy) 24:53 – E. Šerbatov (A. Geller) (SH) 25:17 – D. Mazour (SH) 26:56 – A. Boulakhov (E. Kniter, D. Spivak) 27:40 – E. Šerbatov (S. Frenkel) 31:06 – D. Mazour (E. Sherbatov, R. Oz) 33:02 – E. Kniter (S. Cooper) 37:37 – S. Frenkel (E. Šerbatov) 38:37 – S. Frenkel (E. Šerbatov) 40:33 – E. Sherbatov 44:01 – D. Mazour (S. Frenkel, D. Spivak) (PP) 45:25 – I. Levy (S. Norman, M. Lebedev) 46:31 – S. Frenkel (E. Sherbatov) (PP) 48:25 – E. Šerbatov (S. Frenkel) 51:15 – T. Avneri 51:51 – E. Kniter (A. Boulakhov) 52:27 – D. Mazour (S. Frenkel, E. Sherbatov) 53:01 – E. Šerbatov 54:45 – S. Frenkel (E. Sherbatov) 56:41 – V. Schwarzman (K. Malachi) (PP) 56:50 – D. Mazour (E. Sherbatov) | Gledalci: 1.014 Sodnik: Chris Deweerdt |

| 17. april | Luksemburg | 5 – 0 (odpoved) | Mongolija | Grandwest Ice Arena |

| Poročilo tekme | Poročilo tekme | Poročilo tekme | Poročilo tekme | Poročilo tekme |
| -------------- | -------------- | -------------- | -------------- | -------------- |
| Začetek: 13:00 |                |                |                |                |

| 17. april | Izrael | 9 – 1 | Turčija | Grandwest Ice Arena, Kaapstad |

| Poročilo tekme | Poročilo tekme | Poročilo tekme  | Poročilo tekme                            | Poročilo tekme                           |
| -------------- | --- | --------------- | ----------------------------------------- | ---------------------------------------- |
| Začetek: 16:15 | D. Mazour – 01:30 S. Frenkel (E. Šerbatov, A. Geller) (PP2) – 04:26 E. Sherbatov (S. Frenkel) – 12:28 S. Frenkel (E. Sherbatov) (PP) – 23:18 I. Levy(D. Mazour, D. Spivak) (PP) – 24:31 R. Oz (D. Spivak) (PP) – 25:28 E. Sherbatov (S. Frenkel) (PP) – 33:23 S. Frenkel – 35:48 E. Kniter (D. Spivak) (PP) – 52:35 | (3–1, 5–0, 1–0) | 16:31 – A. Solak (E. Coskun, C. Akyıldız) | Gledalci: 1.014 Sodnik: Claudio Pianezze |

| 17. april | Južna Afrika | 17 – 0 | Grčija | Grandwest Ice Arena, Kaapstad |

| Poročilo tekme | Poročilo tekme | Poročilo tekme  | Poročilo tekme | Poročilo tekme                      |
| -------------- | --- | --------------- | -------------- | ----------------------------------- |
| Začetek: 21:45 | C. Engelbrecht (C. Birrell, U. Samaai) – 01:55 G. Lyon (G. Miller) – 06:42 G. Yates (C. Reeves, D. Magmoed) – 10:43 D. Cardoso (M. Giot, B. Matthews) – 15:30 A. Marais (A. Bock) – 22:55 G. Miller (I. Ashworth, C. Reeves) – 24:06 D. Magmoed (D. Cardoso, M. Giot) – 25:38 L. Carelse (D. Watson, C. Nebe) – 31:08 G. Lyon (G. Miller, J. Valadas) – 32:56 D. Magmoed (J. Valadas, G. Miller) (PP) – 36:17 U. Samaai (G. Lyon) (SH) – 43:39 D. Magmoed (U. Samaai, A. Marais) – 46:11 G. Miller (G. Lyon) – 47:16 D. Cardoso (G. Yates) – 49:40 D. Cardoso (M. Giot) (PP) – 50:27 U. Samaai (C. Reeves) – 51:48 D. Cardoso (D. Watson, M. Giot) – 58:09 | (4–0, 6–0, 7–0) |                | Gledalci: 1.014 Sodnik: Maksym Urda |

### Nagrade
Najboljši igralci po izboru direktorata
- Vratar:  David Berger
- Branilec:  Daniel Spivak
- Napadalec:  Eliezer Šerbatov

Najboljši igralci vsake od reprezentanc po izboru selektorjev
- Tal Avneri
- Ian Ashworth
- Emrah Ozmen
- Georges Scheier
- Kyriakos Adamidis

### Vodilni strelci
| Igralec          | OT | G  | P  | TOČ | +/- | KM |
| ---------------- | -- | -- | -- | --- | --- | -- |
| Eliezer Šerbatov | 4  | 14 | 12 | 26  | +22 | 0  |
| Sergei Frenkel   | 4  | 11 | 11 | 22  | +21 | 4  |
| Daniel Mazour    | 4  | 11 | 7  | 18  | +18 | 10 |
| Robert Beran     | 4  | 4  | 8  | 12  | +8  | 31 |
| Thierry Beran    | 4  | 4  | 7  | 11  | +4  | 0  |
| Daniel Spivak    | 4  | 4  | 6  | 10  | +5  | 4  |
| Cameron Birrell  | 4  | 0  | 10 | 10  | +16 | 0  |
| Deen Magmoed     | 4  | 6  | 3  | 9   | +9  | 4  |
| Savaş Aktürk     | 4  | 4  | 5  | 9   | +5  | 10 |
| Marc Giot        | 4  | 1  | 8  | 9   | +8  | 6  |

### Vodilni vratarji
V preglednici so navedeni najboljši štirje vratarji, ki so za svoje reprezentance na ledu prebili vsaj 40 % igralnega časa.
| Igralec           | MIN    | SOG | GA | GAA  | %     | SO |
| ----------------- | ------ | --- | -- | ---- | ----- | -- |
| David Berger      | 120:00 | 68  | 3  | 1.50 | 95.59 | 0  |
| Avihu Sorotzki    | 201:14 | 81  | 6  | 1.79 | 92.59 | 0  |
| Ashley Bock       | 123:51 | 41  | 6  | 2.91 | 85.37 | 1  |
| Levent Ozbaydugan | 191:05 | 114 | 17 | 5.34 | 85.09 | 1  |
| Philippe Lepage   | 221:57 | 124 | 21 | 5.68 | 83.06 | 1  |

Za obrazložitev tabele glej sem.